# Paradise (гра)
«Paradise» — пригодницька відеогра, створена за сюжетом Бенуа Сокаля компанією White Birds Productions у 2006 році.

## Ігровий процес
Гра, як і багато класичних пригодницьких ігор від третьої особи, має вигляд від третьої особи і керується мишкою, де гравець натискає на локації, куди переміщується головний герой, та на предмети, які можна дослідити або взяти, серед інших дій.

## Сюжет
Дія гри розгортається в пекучій Африці, де гравцеві доведеться зіткнутися з безліччю загадок і небезпек, граючи за молоду жінку, дочку короля Радона, диктатора неіснуючої Африканської країни Морана. Енн Сміт була в Європі, коли дізналася, що її батько тяжко хворий. Літак, на якому полетіла головна героїня, зазнав аварії посеред Африканського континенту. З цього моменту і починається дія гри.

## Версії для Nintendo DS та iOS
18 червня 2008 року Focus Home Interactive оголосила, що разом з White Birds вони зроблять ремейк гри Paradise для Nintendo DS в Європі 14 листопада 2008 року, а також перейменують назву на Last King of Africa.
Крім того, версія гри для iOS була випущена для Сполучених Штатів під назвою Episode I: Madargani 6 липня 2010 року,[3] а потім Episode II: Deep Maurania 3 серпня 2011 року.